# 許子儒
许子儒（?—?），字文举，唐朝句容人，许叔牙之子。以学艺著称。
唐高宗时许子儒为奉常博士。乾封初年，唐高宗封禅后，许子儒与博士陆遵楷、张统师、权无二等上奏，北郊祭祀的月份不见于经，汉光武帝正月北郊祭祀，晉成帝咸和年间议北郊以正月，武德以来用十月，请遵循武德诏书。次年，唐高宗下诏圆丘、方丘、明堂、感帝、神州应奉唐高祖、唐太宗为配，于明堂祭祀昊天上帝及五天帝。长寿至证圣年间，许子儒官至天官侍郎、弘文馆学士，封颍川县男。许子儒在选部，不以文翰取士，委任令史句直，作为心腹。注官之次，许子儒但高枕而卧，不下笔，时人称句直主持品评分配。于是补授失序，没有纲纪，传为口实。其所注《史记》，没有写完他就去世了。许子儒另有《史记音》三卷、《许子儒集》十卷。